# Drosophila hamatofila
Drosophila hamatofila är en tvåvingeart som beskrevs av Patterson och Wheeler 1942. Drosophila hamatofila ingår i släktet Drosophila och familjen daggflugor.
Artens utbredningsområde sträcker sig från Arizona till Texas och Oklahoma till Mexiko.